# Instituto Viver Basquetebol
O Instituto Viver Basquetebol, conhecido também como Lobos Brasília, foi um clube de basquete brasileiro, sediado em  Brasília, no Distrito Federal, que desde julho de 2017 está fora da disputa de campeonatos oficiais. O time foi fundado em 2000 e rebatizado em 13 de junho de 2009, sendo originalmente ligado à Universidade Salgado de Oliveira (Universo), e de 2010 a 2017 vinculado ao Centro Universitário de Brasília (UniCEUB). Seus ginásios eram o Nilson Nelson e a ASCEB.
Os resultados dentro de quadra favoreceram à sua consolidação, em especial o tricampeonato do Novo Basquete Brasil conquistado na temporada 2011-12, que levou o time a alcançar a marca de quatro títulos nacionais em seis finais consecutivas. Além disso, o Lobos Brasília foi o primeiro clube brasileiro campeão da Liga das Américas, o torneio da Federação Internacional de Basquetebol (FIBA) mais importante para equipes do continente.

## História

### 2000–06: criação e consolidação
A história do Instituto Viver Basquetebol começou em 2000, quando a Universidade Salgado de Oliveira montou em Brasília seu time de basquete. Desde o seu primeiro ano a equipe passou a dominar o cenário local, com a conquista dos Campeonatos Metropolitanos de Basquetebol, mas somente em 2003, a partir do investimento de um patrocinador de peso como o Banco de Brasília (BRB), o time apareceu pela primeira vez no cenário nacional. Naquela temporada, o então Universo/BRB/Brasília conquistou a Supercopa Brasil de Basquete contando com um plantel de atletas experientes e com passagem pela Seleção Brasileira, como Ratto, Alexey Carvalho e Sandro Varejão.
Com o título da Supercopa de 2003, a equipe conquistou uma vaga no Campeonato Nacional de Basquete de 2004. Mantido o elenco do ano anterior, a equipe conquistou o bicampeonato da Supercopa em 2004, garantindo presença pelo segundo ano consecutivo na principal competição nacional.
Com a continuidade do trabalho, o time, comandado na época por José Roberto Lux, alcançou a 4° posição no Campeonato Brasileiro de Basquete de 2005. No ano seguinte, a equipe foi montada para conquistar finalmente o título nacional, mas o desfecho daquela temporada até hoje gera polêmica. Oficialmente, o Campeonato Nacional de 2006 sequer teve final, pois o time de Brasília entrou com liminar na Justiça alegando que o armador Arnaldinho, do Telemar/Rio de Janeiro, teria jogando irregularmente no hexagonal que definiu os finalistas.

### 2007–12: hegemonia nacional
O ano de 2007 marcou o início da chamada "Era de Ouro" da equipe brasiliense, que chegaria a seis finais nacionais consecutivas para conquistar quatro títulos brasileiros, além dos troféus da Liga Sul-Americana de Basquete e da Liga das Américas. A deslanchada do time foi possível graças à chegada de um grupo de ex-jogadores do COC/Ribeirão Preto, como Nezinho, Alex Garcia, Arthur, Márcio Cipriano e Alírio.
Já em 2007, após uma série invicta de 20 jogos, o Universo/BRB/Brasília obteve o recorde de público do basquete nacional numa partida contra o Flamengo, com 24.286 pessoas fazendo barulho no Ginásio Nilson Nelson. E na final do Campeonato Nacional daquele mesmo ano, a consagração para os comandados de José Carlos Vidal: o título nacional em cima do tradicional time do Franca. Após o título, Alex partiu para uma nova aventura internacional, desta vez para jogar em Israel. Nezinho também deixou o time, indo defender a equipe de Limeira. E o time sentiu a saída dos dois.
Na temporada 2008, para repor a saída de Nezinho e Alex, foram contratados Valtinho e o norte-americano Maurice Spillers. O time voltou a ser comandado por Lula Ferreira e foi vice-campeão do Campeonato Nacional, perdendo a final para o Flamengo por 3 jogos a 0.
Alex Garcia voltou para Brasília em 2009, mas o time novamente foi vice-campeão brasileiro, dessa vez na primeira edição do Novo Basquete Brasil (NBB), perdendo a final mais uma vez para o Flamengo, pelo placar de 3 a 2. Ainda assim, escalou um degrau e conquistou o primeiro título internacional do grupo, sendo campeão da Liga das Américas, vencendo o quadrangular final jogado em Xalapa, no México, contra a equipe da casa, Halcones Xalapa.
Decidido a recuperar a posição mais alta do basquete brasileiro, o Universo recontratou Nezinho e repatriou Guilherme Giovannoni em 2010. A equipe então vingou-se do Flamengo, e voltou a sagrar-se campeã nacional vencendo o clube carioca por 3 a 2 na final do NBB de 2009–10.
A partir da temporada seguinte, a equipe passou a ser patrocinada pelo Centro Universitário de Brasília (UniCEUB) e administrada pelo Instituto Viver Basquetebol. Motivada por interesses políticos, a Associação Salgado de Oliveira de Educação e Cultura (ASOEC), mantenedora e patrocinadora do time da Capital Federal, resolveu utilizar a sua segunda franquia adquirida em 2008 para reativar o Unitri/Uberlândia. Assim, o grupo Universo-Unitri passou a investir no time de Uberlândia, deixando o projeto brasiliense, que por sua vez passou a ser gerido pelo Instituto Viver Basquetebol e bancado pelo UniCEUB. Com a mudança, saíram Valtinho e Estevam, que foram defender as cores da equipe mineira, enquanto o técnico Lula Ferreira foi substituído por José Carlos Vidal.
O grupo que sobrou, trocando as cores azul e branca do Universo pelo vermelho e branco do UniCEUB, ganhou o NBB de 2010–11, novamente sobre Franca na final, e a Liga Sul-Americana, sobre o Flamengo em pleno Rio de Janeiro. Em 2012 a equipe ainda alcançaria seu quarto título brasileiro naquela geração ao ser tricampeã no NBB de 2011–12, em final em jogo único contra o São José.

### 2013–17: renovação e sucesso continental
Após seis temporadas de conquistas encadeadas, a temporada 2012–13 foi a primeira sem títulos para a equipe brasiliense. O time acabou eliminado nas quartas de final do NBB por São José, perdendo a série por 3–2 com uma dolorosa derrota no quinto jogo em pleno Nilson Nelson. Vidal deixou de ser o técnico e o projeto buscou renovação com a contratação do argentino Sérgio Hernández, tricampeão argentino das temporadas 2009–10, 2010–11 e 2011–12 com o Peñarol de Mar del Plata, para ser o novo treinador.
Com Hernández no comando, o time foi campeão de sua segunda Liga Sul-Americana, mas não foi além das quartas de final no NBB, caindo novamente diante de São José, por 3–0. Ao fim da temporada, Alex e Nezinho deixaram a equipe, encerrando suas  trajetórias vitoriosas na capital nacional. Para repor a vaga do armador, o UniCEUB/BRB/Brasília anunciou a contratação do experiente Fúlvio para a temporada 2014-15. Novamente sob as instruções de Carlos Vidal, a equipe voltou a ser eliminada nas quartas-de-final do NBB, dessa vez perdendo para Limeira.
Para a temporada 2015–16, o UniCEUB/BRB/Brasília manteve a base do ano anterior e investiu na contratação de jovens promessas do basquete brasileiro como Deryk Ramos e Jefferson Campos. Com um banco mais equilibrado, possibilitando maior rotação durante os jogos, a equipe conquistou sua terceira Liga Sul-Americana, tornando-se a maior vencedora da competição, ao lado do Atenas de Córdoba, da Argentina. No NBB, entretanto, a equipe voltou a ficar de fora da decisão, ao ser eliminada pelo Bauru nas semi-finais.
Dando sequência à renovação do elenco, o UniCEUB/BRB/Brasília contratou dois pivôs jovens e promissores para a temporada 2016–17: Lucas Mariano, com passagens pela Seleção Brasileira, e Fab Melo, com experiência na NBA. Mas, mesmo com a melhora na rotação da equipe ao longo da temporada, o time foi eliminado prematuramente na segunda fase da Liga Sul-Americana e nas quartas de final do NBB9, mais uma vez perdendo a série para o Bauru.

### 2017–presente: fim da equipe
Depois de sete anos como principal patrocinador da equipe de Brasília, o UniCEUB anunciou ao fim da temporada 2016–17 que deixaria de aportar recursos à modalidade, assim como a Terracap. Com isso, a permanência de Brasília no cenário nacional do basquete ficou ameaçada. O Banco de Brasília – patrocinador da equipe desde 2004 – chegou a garantir a continuidade do projeto, mantendo a marca BRB Card vinculada à equipe, que seria a partir de então renomeada como Lobos Brasília. A equipe, no entanto, não conseguiu levantar o capital necessário para a disputa da temporada 2017–18 do NBB e anunciou o seu afastamento da competição.
Em novembro de 2017, o Brasília chegou a se inscrever para a Liga Ouro de 2018, porém, sem conseguir patrocínios e garantias financeiras, acabou ficando de fora da disputa.

## Títulos
Continentais
 FIBA Liga das Américas: 2008-09
 Liga Sul-Americana de Basquete: 2010, 2013 e 2015
 Nacionais
    Campeonato Brasileiro: 2007, 2009-10, 2010-11 e 2011-12
  Supercopa Brasil de Basquete: 2003 e 2004
 Regionais
  Copa Brasil Centro-Oeste: 2003 e 2004
 Metropolitano/Braba: 2002, 2003, 2004, 2005, 2006, 2007, 2008, 2009, 2010, 2015៙ e 2016៙
 Outros
| ★ Torneio de Páscoa (MG): 2006 ★ Copa Sudeste (MG): 2008-09 ★ Troféu Yuncheng Shanxi (CHI) : 2009 ★ Troféu João Herculino (DF): 2011 | ★ Troféu Oscar Vieira (SP): 2011 ★ Copa Minas Gerais (MG): 2016 ★ Copa Universo (BA): 2016 |

៙ Equipe sub22

## Elenco
Ao longo das temporadas, a equipe de Brasília sempre contou com jogadores com passagem pela Seleção Brasileira e grande destaque no cenário do basquete nacional. Nos últimos anos, com a tentativa de reestruturação do elenco, o clube também passou a apostar em jovens promessas do esporte no País. Para eternizar a passagem de grandes ídolos pelo time, em 2016 foi criado o Hall da Fama, no qual as mãos de atletas vitoriosos em Brasília passaram a ser expostas em um memorial no Ginásio da ASCEB.

## Recordes de público

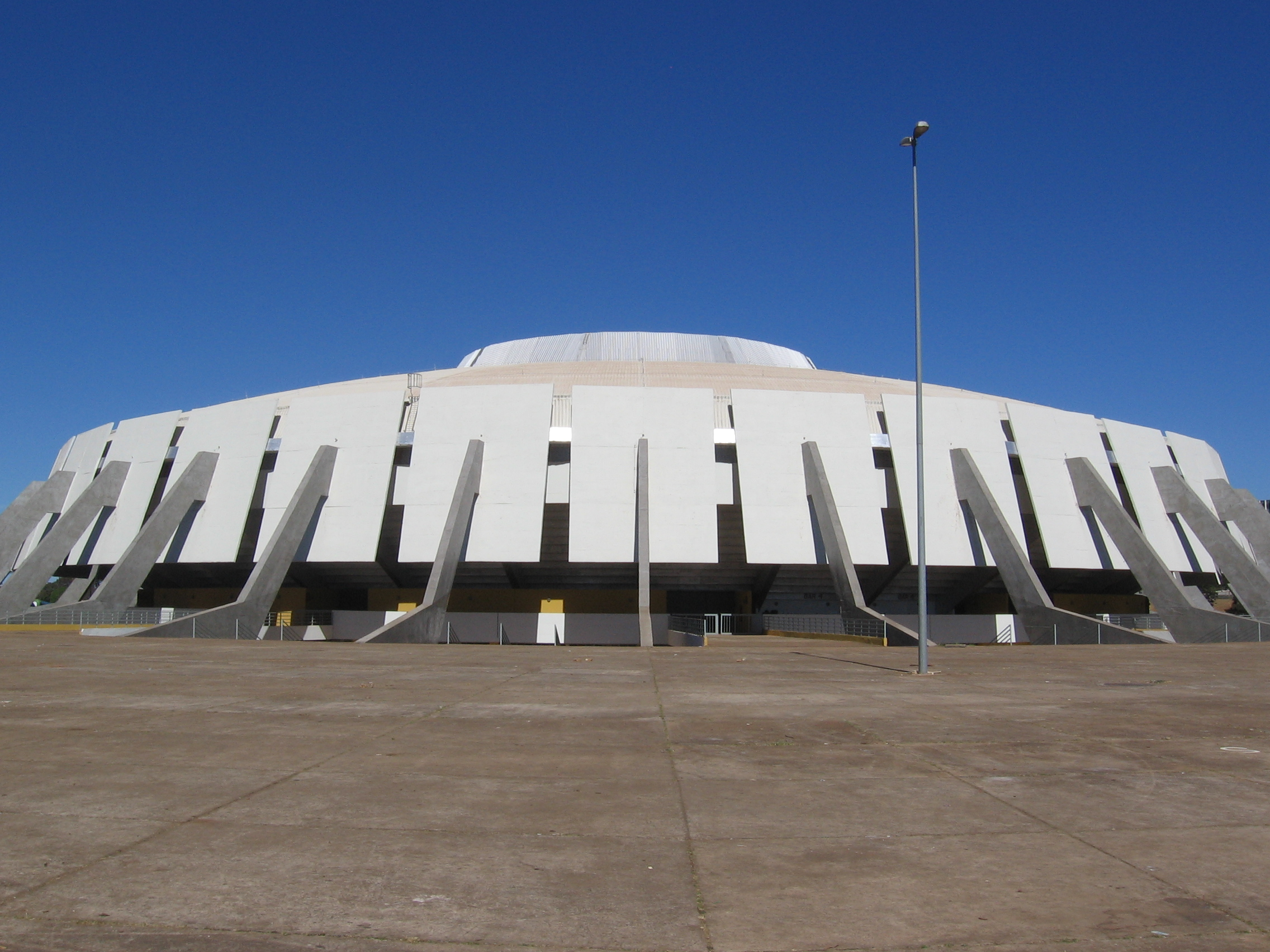
A arquitetura do Ginásio Nilson Nelson foi inspirada em uma cesta de basquete.

O Brasília é detentor do maior público registrado em uma partida de basquete realizada no Brasil, com 24.286 torcedores na histórica vitória de 101 a 76 contra o Flamengo, em partida realizada no dia 1º de maio de 2007 no Ginásio Nilson Nelson.
O recorde do Novo Basquete Brasil também é do Brasília. No jogo em que venceu Franca por 77 a 68 e se sagrou campeão do NBB 2010-11, a equipe do DF colocou 18.000 pessoas no Nilson Nelson, superando a capacidade máxima da Arena após as reformas para receber o Campeonato Mundial de Futsal da FIFA em 2008, sendo que os ingressos se esgotaram em menos 24 horas.
Os excelentes resultados do Lobos Brasília e as ótimas médias de público dos torcedores brasilienses levaram a Liga Nacional de Basquete (LNB) a escolher a capital federal como sede do Jogo das Estrelas NBB na temporada 2012/2013. O evento foi realizado nos dias 1 e 2 de março de 2013, e contou com um público de cerca de 14.000 pessoas.

### Brasília x Flamengo
Considerado o maior clássico do basquetebol brasileiro nas duas primeiras décadas deste século e conhecido como o Clássico dos Campeões, a rivalidade entre as duas equipes se traduziu também na disputa pela hegemonia do esporte no País naquele período. O histórico entre as duas equipes tem o retrospecto de 25 vitórias cariocas contra 22 candangas em 47 partidas oficiais disputadas, excluídos os amistosos. Considerando-se apenas os 28 jogos válidos pelo NBB, o confronto tem 14 vitórias para o Flamengo e 14 para Brasília.
O confronto marcou as finais de diversos torneios nacionais e internacionais, sendo que o Flamengo ganhou as decisões do Nacional 2008 e do NBB 2008-09, enquanto o Lobos Brasília venceu as finais do NBB 2009-10 e da Liga Sul-Americana 2010. Como o clássico tem registrado as maiores médias de público do basquete nacional, em Brasília os jogos são disputados no Ginásio Nilson Nelson, com maior capacidade e segurança.
As equipes também foram protagonistas do Jogo 1.000 do NBB, disputado no primeiro turno da temporada 2012-13. Além disso, o clássico foi escolhido para abrir a edição 2013-14 do NBB no dia 9 de novembro de 2013. O Flamengo também foi o clube escolhido para o torneio amistoso Troféu João Herculino que marcou a apresentação da equipe brasiliense para a temporada 2011-12.

### Brasília x Franca
Maior campeão brasileiro do Século XX com 11 títulos, o Franca fez a cidade do interior paulista ser conhecida como Capital do Basquete, porém o apelido ficou ameaçado pela ascensão do Lobos Brasília, que conquistou quatro campeonatos nacionais no Século XXI. Além da rivalidade pelo reconhecimento enquanto capital nacional do esporte, as equipes disputaram as finais do Nacional 2007 e do NBB 2010-11, ambas vencidas pelo clube brasiliense.
Na história de confrontos entre as duas equipes, Brasília registra 24 vitórias, contra 16 da rival. Considerando-se apenas os 27 jogos válidos pelo NBB, Brasília também leva vantagem, sendo 16 vitórias contra 11 da equipe paulista.
Outro elemento que incrementou a rivalidade entre os clubes foi a escolha de Brasília como sede do  Jogo das Estrelas do NBB na temporada 2012-13, após dois anos de realização do evento em Franca.

## Escudo
Ao ser fundado em 2000, o time adotou o símbolo da Universidade Salgado de Oliveira (mantenedora e patrocinadora do projeto) como escudo para disputar competições locais e regionais, mas, com a conquista da vaga para o Campeonato Brasileiro de Basquete de 2004, foi necessário adotar um escudo próprio, já que outras equipes - de Goiás e Minas Gerais - que disputavam a competição também eram mantidas pela Universo. Em 2008, já sendo a última remanescente das equipes vinculadas à universidade, a equipe de Brasília voltou a usar o símbolo da Universo como escudo oficial, até o fim da parceria em 2010.
A partir de 2010, com a parceria entre a equipe e o Centro Universitário de Brasília (UniCEUB), o escudo passou a fazer referência ao Lobo-Guará, eleito mascote do time no ano anterior. A primeira versão do novo símbolo trazia o animal segurando uma bola de basquete dentro de uma elipse em referência à própria marca do novo patrocinador do time. A partir de 2011, o escudo foi simplificado para ser tornar a face do Lobo, incorporando estrelas simbolizando os títulos nacionais da equipe.
Por fim, em 2016 o escudo passou por uma nova modernização que conferiu maior agressividade ao animal-símbolo da equipe. Também houve a retirada das estrelas que integravam o distintivo. Abaixo, a evolução dos escudos, desde a fundação até o último ano de atividade:
| Evolução do Escudo do Instituto Viver Basquetebol | Evolução do Escudo do Instituto Viver Basquetebol | Evolução do Escudo do Instituto Viver Basquetebol | Evolução do Escudo do Instituto Viver Basquetebol | Evolução do Escudo do Instituto Viver Basquetebol | Evolução do Escudo do Instituto Viver Basquetebol |
| 2000-2003                                         | 2004-2007                                         | 2008-2010                                         | 2010-2011                                         | 2011-2016                                         | 2016-2017                                         |
| ------------------------------------------------- | ------------------------------------------------- | ------------------------------------------------- | ------------------------------------------------- | ------------------------------------------------- | ------------------------------------------------- |

## Mascote

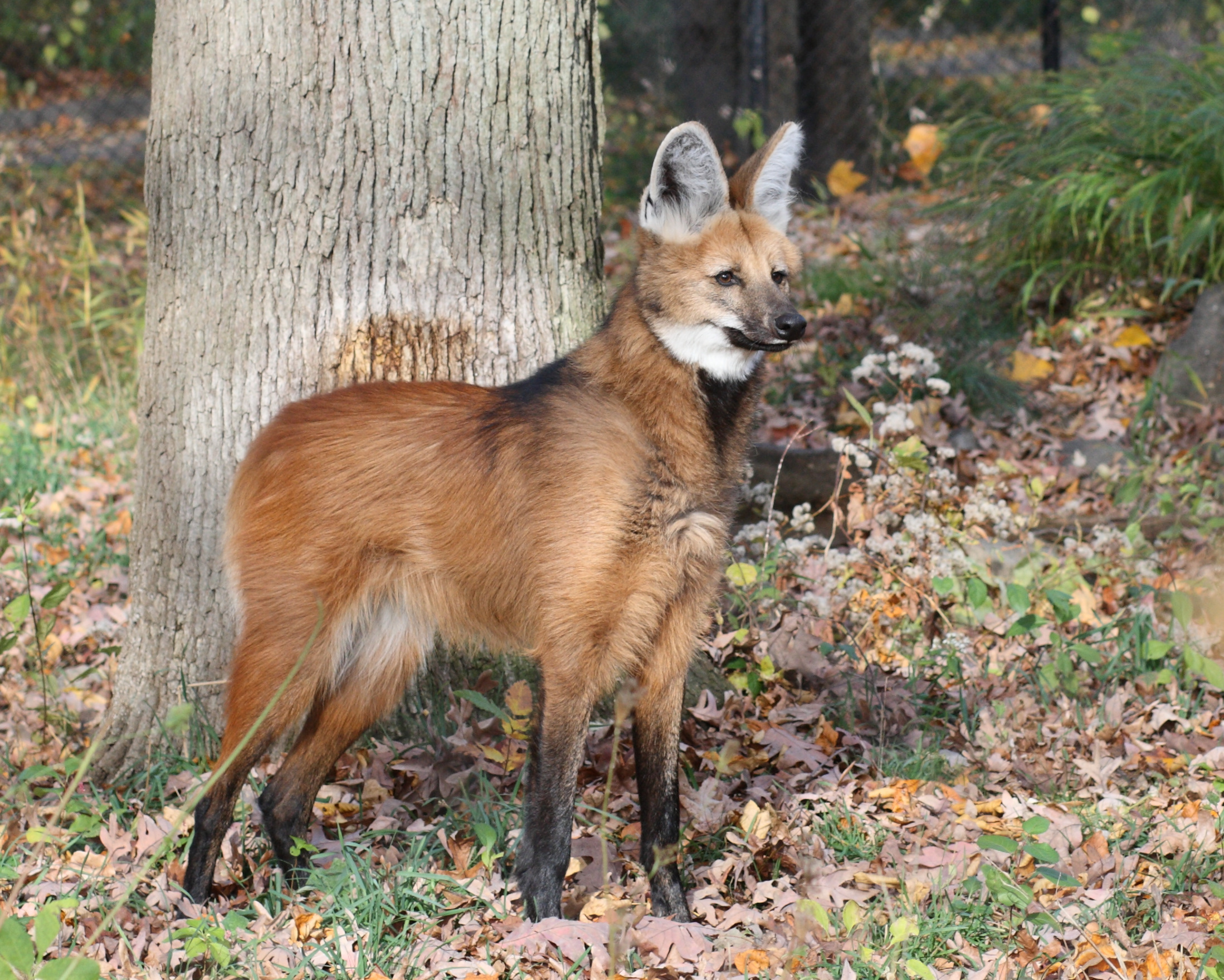
O Lobo Guará está presente no escudo da equipe desde 2010.

O mascote do Brasília é o Lobo Guará. A escolha foi feita por meio de votação popular no Distrito Federal realizada em abril de 2009. Com 1.003 votos, o animal foi eleito o representante oficial do clube, derrotando outras espécies típicas do cerrado brasileiro, como o Calango e a Siriema. Logo em seguida, no dia 1 de maio, o mascote foi lançado em uma partida válida pela 12º rodada da segunda edição do NBB. Desde a temporada 2010-11, o Lobo Guará está presente no escudo oficial da equipe, além de ser o símbolo da Torcida Organizada UNI.
De modo a criar simpatia com o público e atrair crianças aos jogos, o mascote sempre é ilustrado como um personagem infantil. Nos intervalos das partidas em Brasília, o Lobo Guará participa de brincadeiras com os espectadores e distribui brindes do time e seus patrocinadores.
Para a temporada 2016-17, o mascote foi repaginado e ganhou a companhia de um grupo oficial de Cheerleaders, formado por dançarinas profissionais, campeãs sul-americanas em 2016 do Hip Hop International. O grupo irá disputar o campeonato mundial da modalidade em 2017, em Las Vegas.
O Lobo Guará também é uma das atrações da Cortina da Distração, junto a outros personagens fantasiados que tentam desestabilizar atletas adversários posicionados na linha de lance livre. A brincadeira, tradicional no basquete universitário norte-americano, também conta com a participação de torcedores da equipe.

## Uniformes
| Mandante | Visitante | Alternativo |

| Mandante | Visitante | Alternativo |

| Mandante | Visitante | Alternativo |

| Mandante | Visitante | Alternativo |

| Mandante | Visitante |

| Mandante | Visitante |

| Mandante | Visitante |

| Mandante | Visitante |

| Mandante | Visitante |

| Cores do Time Mandante | Visitante |

## Categorias de base

### Sub22
O Lobos Brasília disputava a Liga de Desenvolvimento de Basquete, da qual participam as principais equipes filiadas à LNB. Na primeira edição do torneio, que em 2011 contou com 16 times participantes, o clube se classificou para o quadrangular final e acabou na quarta colocação. O campeonato revelou jovens jogadores que posteriormente foram integrados à equipe adulta de Brasília, com destaque para o pivô Ronald Reis. A categoria é comandada pelo técnico Frederico Rossi.
Além disso, a capital federal foi escolhida como uma sedes da segunda edição do torneio, ao lado de Belo Horizonte. Com 19 equipes dividas em quatro grupos, a competição de 2012-13 teve sua fase final também em Brasília, no mesmo final de semana do Jogo das Estrelas do NBB.
| Campeão | Vice-campeão |

### Peneiras
O Lobos Brasília realizou seletivas anuais entre os meses de fevereiro e março para jovens que queriam se tornar jogadores profissionais de basquete. As peneiras eram uma oportunidade aos que queriam seguir os passos de importantes atletas da Seleção Brasileira de Basquetebol Masculino que iniciaram sua trajetória com a bola laranja no Distrito Federal como, por exemplo, Oscar Schmidt e Pipoka. Este último, com passagem na NBA, encerrou a sua carreira no time de Brasília após o título nacional da temporada de 2007.
As diversas categorias de idade disputvaam, entre outros torneios, o Campeonato Brasiliense e a Copa Brasil Central de Basquete..
Em competições internacionais, o Lobos Brasília conquistou o título sulamericano Sub-14 em 2012 ao vencer o 16º Encontro Sulamericano de Basquete. No mesmo torneio, a equipe Sub-15 ficou na terceira colocação.
| Campeão | Vice-campeão |

## Marketing
Brasília Basketball Weekend
Para apresentar o elenco para a temporada 2016-17 e mostrar outras novidades aos torcedores, o Lobos Brasília organizou um evento de três dias em uma arena montada no estacionamento do Shopping Boulevard, entre 26 e 28 de agosto de 2016. Além do lançamento de novos uniformes, nova identidade visual do mascote e do grupo de cheerleaders, o Brasília Basketball Weekend contou com apresentações musicais, grafite e com uma etapa do Campeonato Brasileiro de Basquete 3x3. A equipe inaugurou ainda o seu Hall da Fama, com o ala Arthur Belchor.
Video Game
O Lobos Brasília foi uma das 15 franquias da Liga Nacional de Basquete a estrelar o Game NBB, lançado em março de 2012 pela Globo.com. Desenvolvido pela Aquiris Game Studio, o jogo conta com três modalidades de disputa: arremessos de três pontos, lances livres e enterradas. Para cada uma delas, são oferecidas três opções: treinamento, prova (cujos pontos contam para um ranking geral ou de grupo) e versus (contra outro jogador). Todos os clubes que disputaram o NBB 2011-12 estiveram presentes na primeira versão jogo, que foi premiado na categoria "Artes/Design" do Brasil Game Show 2012.
Tour da taça
Após a conquista do tricampeonato consecutivo do Novo Basquete Brasil, o Lobos Brasília iniciou em agosto de 2012 uma exposição itinerante do troféu da competição por colégios de Ensino Médio da capital. Além da taça, o projeto contou com módulos em tamanho real dos principais atletas da equipe, como Alex, Guilherme Giovannoni, Nezinho, Arthur e Ronald Reis. As visitas às escolas tiveram ainda a presença de jogadores do clube e os alunos participaram de sorteios de produtos oficiais do NBB.
Jogos itinerantes
Para conquistar novos torcedores e fortalecer a marca do Lobos Brasília em todo o Distrito Federal, a equipe lançou o projeto "Jogos Itinerantes" na temporada 2011-12 do Novo Basquete Brasil, levando partidas oficiais do time para ginásios de outras regiões administrativas do DF. A inicativa em princípio desagradou parte da torcida acostumada a assistir aos jogos do clube nos ginásios ASCEB e  Nilson Nelson, no centro de Brasília, mas garantiu bom público nos locais visitados, como Sobradinho e Cruzeiro. Para poder mandar partidas em outros locais, o time precisou da aprovação da Liga Nacional de Basquete.
Automobilismo
Em iniciativa inédita no basquetebol brasileiro, o Lobos Brasília estampou o teto dos carros da equipe brasiliense Amir Nasr Racing na 2ª etapa da Copa Petrobras de Marcas de 2012 disputada no Autódromo Nelson Piquet nos dias 8, 9 e 10 de junho. Os Ford Focus dos pilotos #3 Vitor Meira e #30 Serafin Jr tinham os mesmos patrocinadores principais do time de Brasília e foram adesivados com mensagem idêntica à camiseta vestida pelos jogadores após a conquista do terceiro título consecutivo do Novo Basquete Brasil uma semana antes, no dia 2 de junho: "Uma aula de basquete - UniCEUB/BRB tricampeão do NBB".
MMA
Mesmo tendo contrato com o Flamengo, o então campeão mundial Peso Pena do UFC, José Aldo vestiu o uniforme do Lobos Brasília e participou de treinamento com atletas da equipe no Ginásio ASCEB. O evento ocorreu na véspera do Shooto Brasil 31, realizado em Brasília em julho de 2012, e o lutador de Artes Marciais Mistas posou para fotos com os jogadores e até mesmo acertou diversas cestas. Além disso, José Aldo levou o ala Arthur Belchor para um treino de artes marciais no ringue da competição montado no Ginásio Nilson Nelson, que também é uma das casas da equipe brasiliense de basquete.
Comerciais
O Centro Universitário de Brasília - UniCEUB foi a primeira instituição a veicular comercial com a equipe de basquete, durante os meses de novembro e dezembro de 2010, para promover o seu vestibular de verão. A propaganda audiovisual veio ao ar logo após a conquista da Liga Sul-Americana de Clubes. O segundo filme comercial foi veiculado pelo Banco de Brasília - BRB, agente financeiro oficial do Distrito Federal e parceiro ininterrupto do time de basquete desde 2003. Na propaganda audiovisual, os jogadores Alex, Arthur, Guilherme Giovannoni e Nezinho aparecem como clientes do banco.